# Avalon Hill
Avalon Hill fue una empresa estadounidense fundada en 1954 y especializada en juegos de tablero temáticos, aunque también publicó ocasionalmente algunos juegos de rol. 
En 1998 fue adquirida por la empresa juguetera Hasbro, que al año siguiente la convirtió en una división de su filial Wizards of the Coast. No obstante, no toda la propiedad intelectual de los títulos originales de Avalon Hill ha revertido en Wizards of the Coast, como muestra el hecho de que fuera la empresa canadiense Valley Games la que publicase en 2008 una reedición del juego clásico de Avalon Hill Titán.

## Historia

### Fundador: Charles Roberts
La empresa fue fundada en 1954 por Charles S. Roberts con el nombre de «The Avalon Game Company» para la publicación de su juego Tactics, considerado como el primer juego de guerra de carácter comercial. En 1958 y gracias al éxito obtenido con Tactics, Roberts cambió el nombre de su compañía: de «The avalon Game Company» pasó a llamarla «Avalon Hill», nombre que conservó a partir de entonces. El primer juego publicado por la compañía bajo el nombre de «Avalon Hill» fue la segunda edición de Tactics, titulada Tactics II y también publicada en 1958. Entre 1958 y 1963 Avalon Hill ya había publicado hasta dieciocho juegos, de los cuales solo nueve eran juegos de guerra: Gettysburg, Tactics II, U-Boat, Chancellorsville, D-Day, Civil War, Waterloo, Bismarck y Stalingrad. El nombre de la compañía se debía simplemente a que Roberts vivía entonces en Avalon, en el estado de Maryland, aunque más tarde, a lo largo de los años 60, la compañía se mudó a Baltimore, también en el estado de Maryland. En Tactics, Roberts desarrolló el concepto de juego de mesa basado en escenarios que simulan fuerzas, estrategias y tácticas militares. Ese tipo de juego era ya conocido desde comienzos del siglo XX debido a la creación por H. G. Wells de un reglamento titulado Little Wars, aunque Wells utilizó miniaturas y terrenos construidos en tres dimensiones, similares a los del modelismo ferroviario, y solo representó conflictos de muy pequeña escala.
Avalon Hill fue pionera en muchos de los conceptos que hoy en día se aplican a los juegos de guerra; entre ellos, el uso de una parrilla hexagonal sobreimpresa a los mapas de terreno y destinada a facilitar la medida del movimiento de las unidades, el concepto de zona de control (ZOC) como expresión del área afectada por la presencia de una unidad cercana, la posibilidad de apilamiento de unidades en una misma posición, el uso de tablas de resultados de combate, el efecto de los distintos tipos de terreno sobre la capacidad de movimiento de las tropas o la consideración de la moral de los combatientes en función de los acontecimientos de su entorno.
Dado que los juegos más complejos podían precisar de días, o incluso semanas, para su completo desarrollo, Avalon Hill llegó a implementar también un sistema de juego por correo.

### Monarch Avalon Printing
En 1962, debido a las deudas contraídas por Roberts con Eric Dott, Avalon Hill pasó a ser una compañía subsidiaria de Monarch Services, de la que Eric Dott era propietario. Dott creó entonces, en el seno de Monarch Services, una división dedicada a los juegos, Monarch Avalon Printing, de la que Avalon Hill se convirtió en subsidiaria, aunque conservando la marca y el logotipo en las cajas y manuales de sus juegos. Tras este cambio de propiedad Monarch Avalon Printing rigió Avalon Hill a lo largo de los 36 años siguientes.
En 1970 Avalon Hill publicó Panzerblitz, obra del joven diseñador Jim Dunnigan, quien sería a la postre fundador de la gran competidora de Avalon Hill: Simulations Publications, Inc. Otros juegos de guerra de especial relevancia publicados por Avalon Hill en este periodo fueron Midway (1964), Afrika Korps (1964), The Battle of the Bulge (1965), Blitzkrieg (1965), Rise and Decline of the Third Reich (1974), Squad Leader (1977), Victory in the Pacific (1977), Flat Top (1977), The Longest Day (1979), Storm over Arnhem (1981), Empires in Arms (1983), Up Front (1983), Britannia (1986), Turning Point: Stalingrad (1989), Breakout Normandy (1992), We the People (1994), Hannibal: Rome vs. Carthage (1996) o Successors (1997).
Aunque, sobre todo en sus comienzos, Avalon Hill fue más conocida por sus juegos de guerra, Charles Roberts había orientado su compañía a la publicación de todo tipo de juegos para adultos. Su propio favorito, en la época en la que dirigió la empresa, fue el juego de tema económico Management (1960). Durante buena parte de la existencia de Avalon Hill los juegos no puramente bélicos constituyeron más o menos la mitad de su catálogo, incluyendo juegos de producción propia tan destacados como Dune (1979), Kremlin (1988), The Republic of Rome (1990), Blackbeard (1991) o Age of Renaissance (1996). Avalon Hill reeditó también juegos de otras empresas, como Acquire o Twixt adquiridos a 3M en 1976; Diplomacy, procedente de Games Research, también en 1976; Machiavelli y Circus Maximus, de Battleline Publications, editados por Avalon Hill en 1977 y 1980 respectivamente; o el famoso juego de Francis Tresham Civilization, en 1981.
Durante la década de 1970, Avalon Hill publicó varios juegos de simulación deportiva, culminando en 1978 con la serie Statis Pro, basada en los nombres y estadísticas de jugadores reales de baloncesto, béisbol, hockey o fútbol americano. Las barajas con los datos de los deportistas fueron actualizándose anualmente hasta 1992, cuando los videojuegos deportivos acapararon completamente esa rama del mercado lúdico.
Adicionalmente, la compañía se introdujo en el mercado de los juegos de rol publicando Lords of Creation, Powers and Perils y, a través de su subsidiaria Victory Games, James Bond 007; todos ellos en 1983. También adquirió, tras muy complejas negociaciones con Chaosium, la licencia de la tercera edición de RuneQuest, que publicaría en 1984.
Avalon Hill fue también pionera, desde 1980, en la publicación de videojuegos, adaptando algunos de sus títulos a diversas plataformas (TRS-80, VIC 20, Commodore 64, Apple II, etc.) y formatos (casettes y disquettes de 5¼"). Pese a algunos éxitos relativos, la experiencia no tuvo especial incidencia en la industria del videojuego hasta los momentos finales de la empresa, con títulos como Achtung Spitfire!.

### Hasbro / Wizards of the Coast
Tras algunos costosos errores legales en 1997 y 1998, Monarch decide abandonar el mercado lúdico en el verano de 1998. Hasbro Games comprará por seis millones de dólares los derechos de los juegos de Avalon Hill, la propia marca «Avalon Hill» y el inventario restante. Hasbro publicará a través de su filial Wizards of the Coast algunos de los antiguos juegos de la empresa, licenciando otros a empresas interesadas, como es el caso de la serie Advanced Squad Leader, que pasará a manos de Multi-Man Publishing.
El sello «Avalon Hill» también acogerá a algunos juegos no procedentes de la marca original, como Axis and Allies o RoboRally, siempre en una línea de negocio dirigida a un público algo menos especializado que el de anteriores juegos de Avalon Hill.

## Victory Games
En 1982 Avalon Hill contrató a parte del equipo de Simulations Publications Inc., tras la compra de la compañía por TSR, creando una empresa subsidiaria denominada Victory Games. SPI se había especializado en juegos de guerra más complejos que los de Avalon Hill, orientados hacia una simulación militar aún más precisa. Victory Games creará una línea de juegos con estas características, publicándolos con una frecuencia mayor que los de Avalon Hill, que durante mucho tiempo mantuvo una política de «dos juegos al año». Además de sus juegos en formato de caja Victory Games publicó mensualmente muchos otros a través de su revista «Strategy & Tactics». 
El personal de Victory Games fue abandonando gradualmente la compañía en dirección a otras empresas, sin que se procediera a su reemplazo, por lo que Victory Games acabó disolviéndose en 1989.

## Ediciones en lengua española
La empresa distribuidora de Avalon Hill en España, Joc Internacional, llegó a publicar ediciones en lengua española de los juegos Diplomacy (Diplomacia) y Civilization (Civilización), este último con un tablero modificado que incluía también el territorio de la península ibérica, objeto de una expansión separada en la versión en inglés.
Joc Internacional también efectuó traducciones de algunos de los juegos de Avalon Hill que distribuía, como Squad leader, PanzerBlitz o Wooden Ships and Iron Men, aunque por lo general consistieron en simples cuadernillos de fotocopias de traducciones mecanografiadas. En el terreno de los juegos de rol, Joc Internacional editó en español los reglamentos y varios suplementos tanto de James Bond 007 como de RuneQuest.

## Revistas
Avalon Hill tuvo su propia revista corporativa, The General Magazine, que fue publicada bimestralmente entre 1964 y 1998. La revista ofrecía una gran variedad de temas que incluían artículos sobre estrategia y tácticas de juego, análisis históricos, secciones semifijas dedicadas exclusivamente a determinados juegos, columnas sobre juegos deportivos y videojuegos, respuestas a consultas sobre reglas, clasificaciones de liguillas, cupones de descuento e información sobre proyectos futuros.
En 1984, con ocasión del lanzamiento de la tercera edición de RuneQuest, Avalon Hill incluyó en todas las cajas de RuneQuest un folleto anunciando el lanzamiento de su propia revista sobre juegos de rol: Heroes. Esta publicación se editó durante diez números entre 1984 y 1986 y tuvo como propósito la promoción de los cuatro juegos de rol de la firma.
En español, la revista que incluyó más información sobre los juegos de Avalon Hill fue, lógicamente, Líder, la publicación mensual que Joc Internacional editó entre 1986 y 1998.